# Pailacar
Pailacar o Paylacar (probablemente sea el mismo Paillataru según otro cronistas) Toqui mapuche que luchó en el siglo XVI contra los españoles en la Guerra de Arauco. Venció al general Miguel Avendaño de Velasco en la batalla de Purén en enero de 1570, un combate a campo abierto, dando un golpe sicólógico y material al imperio español que le mantendrá por años a la defensiva.
Existen pocos datos sobre este caudillo. Según Góngora Marmolejo, los mapuches luchaban "por orden de Paylacar, señor principal en el valle de Puren, a quien todos ellos respetaban".